# S-Bahn Rhein-Main
De S-Bahn Rhein-Main, ook S-Bahn Frankfurt genoemd, is een S-Bahn-netwerk in en rond de Duitse stad Frankfurt am Main.
De S-Bahn bestaat uit 9 lijnen. Alle lijnen behalve S7 rijden op het ondergrondse hoofdtraject "Citytunnel" tussen Frankfurt Hauptbahnhof en Frankfurt (Main) Süd/Frankfurt Mühlberg en steken de Main over via een tunnel tussen de stations Ostendstraße en Lokalbahnhof. Er zijn in het stadsgebied van Frankfurt 27 S-Bahn stations (totaal 110), waarvan 8 ondergronds (totaal 12). De treinen van treinserie 420 zijn 67,4 meter lang en 3,1 meter breed. De treinen worden doorgaans samengesteld uit twee motorwagens, in minder drukke uren uit een motorwagens en in de spits uit drie motorwagens. Hetzelfde geldt voor de treinserie 423. De stroomvoorziening komt via een bovenleiding. In totaal heeft de S-Bahn Rhein-Main 171 treinstellen waarvan 100 van de 423 serie en 71 van de 420 serie zijn. De oude serie 420 loopt alleen op de lijnen S7, S8 en S9. In de spits soms ook op de S1 en S2. De basisfrequentie is om de 30 minuten, in de spits om de 15 minuten. Door de combinatie van lijnen in het centrum is de frequentie daar nog hoger, zoals in de Citytunnel waar acht lijnen lopen. 
Dagelijks gebruiken meer dan 400.000 passagiers de S-Bahn.

## Zie ook

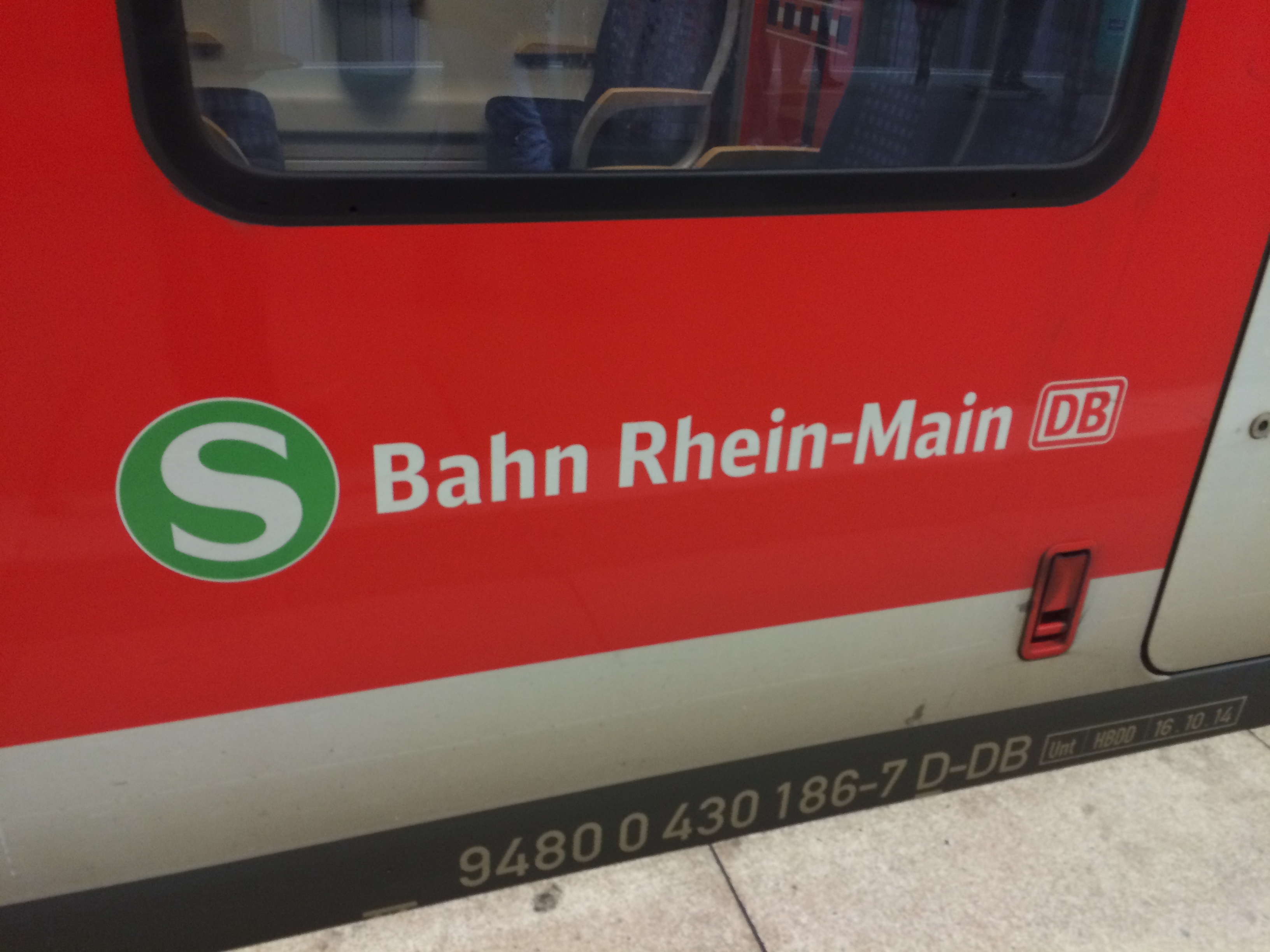
Het logo van de S-Bahn Rhein-Main op een trein van het type Baureihe 430

## Lijnen
De huidige lijnindeling bestaat sinds 2003.
| lijn | traject                                                                                             | opening     | lengte  | Stations | reistijd | gemiddelde snelheid |
| ---- | --------------------------------------------------------------------------------------------------- | ----------- | ------- | -------- | -------- | ------------------- |
| S1   | Wiesbaden ↔ Rödermark-Ober-Roden Taunus-Eisenbahn - Main-Lahn-Bahn - City-Tunnel - Rodgaubahn       | 1978 - 2003 | 72,1 km | 32       | 87 min   | 49,72 km/h          |
| S2   | Niedernhausen ↔ Dietzenbach Bf Main-Lahn-Bahn - City-Tunnel - Rodgaubahn                            | 1978 - 2003 | 54,7 km | 27       | 68 min   | 48,26 km/h          |
| S3   | Bad Soden ↔ Darmstadt Limesbahn - Kronberger Bahn - Homburger Bahn - City-Tunnel - Main-Neckar-Bahn | 1978 - 1997 | 49,0 km | 30       | 65 min   | 45,23 km/h          |
| S4   | Kronberg ↔ Langen (↔ Darmstadt) Kronberger Bahn - Homburger Bahn - City-Tunnel - Main-Neckar-Bahn   | 1978 - 1997 | 33,5 km | 22       | 48 min   | 41,88 km/h          |
| S5   | Friedrichsdorf ↔ Frankfurt Süd Homburger Bahn - City-Tunnel                                         | 1978 - 1990 | 28,9 km | 17       | 39 min   | 44,46 km/h          |
| S6   | Friedberg ↔ Frankfurt Süd Main-Weser-Bahn - Homburger Bahn - City-Tunnel                            | 1978 - 1990 | 39,1 km | 21       | 50 min   | 46,92 km/h          |
| S7   | Frankfurt Hbf ↔ Riedstadt-Goddelau Riedbahn                                                         | 2002        | 35,2 km | 10       | 36 min   | 58,67 km/h          |
| S8   | Wiesbaden ↔ Hanau Mainbahn - Flughafen-S-Bahn - City-Tunnel - Kinzigtalbahn                         | 1978 - 1995 | 70,3 km | 28       | 84 min   | 43,86 km/h          |
| S9   | Wiesbaden ↔ Hanau Taunus-Eisenbahn - Mainbahn - Flughafen-S-Bahn - City-Tunnel - Kinzigtalbahn      | 2000        | 66,1 km | 25       | 77 min   | 51,51 km/h          |